# Tour du Portugal 2019
La 81e édition du Tour du Portugal Santander, a lieu du 31 juillet au 11 août 2019. La course, qui est inscrite au calendrier de l'UCI Europe Tour 2019 en catégorie 2.1, est composée de neuf étapes en ligne, entre un prologue et un contre-la-montre.

## Présentation
Le Tour du Portugal connaît en 2019 sa 81e édition. Il est organisé par la société Podium Events, à laquelle la Fédération portugaise de cyclisme (en) a concédé l'organisation jusqu'en 2025,. Depuis 2016, la banque Santander (en) est le sponsor principal de la course, dont le nom officiel est devenu Volta a Portugal Santander,.

### Équipes
Classé en catégorie 2.1 de l'UCI Europe Tour, le Tour du Portugal est par conséquent ouvert aux WorldTeams dans la limite de 50 % des équipes participantes, aux équipes continentales professionnelles, aux équipes continentales et aux équipes nationales. Cependant, aucune équipe World Tour n'y participe.
Dix-neuf équipes participent à ce Tour du Portugal - cinq équipes continentales professionnelles et quatorze équipes continentales :
| Équipe continentale professionnelle | Équipe continentale professionnelle | Équipe continentale professionnelle |
| Nom de l'équipe                     | Pays                                | Code                                |
| ----------------------------------- | ----------------------------------- | ----------------------------------- |
| W52-FC Porto                        | Portugal                            | W52                                 |
| Israel Cycling Academy              | Israël                              | ICA                                 |
| Arkéa-Samsic                        | France                              | PCB                                 |
| Caja Rural-Seguros RGA              | Espagne                             | CJR                                 |
| Euskadi Basque Country-Murias       | Espagne                             | EUS                                 |

| Équipes continentales       | Équipes continentales | Équipes continentales |
| Nom de l'équipe             | Pays                  | Code                  |
| --------------------------- | --------------------- | --------------------- |
| Medellín                    | Colombie              | MED                   |
| Amore & Vita-Prodir         | Lettonie              | AVP                   |
| Sporting-Tavira             | Portugal              | STA                   |
| Swiss Racing Academy        | Suisse                | SRA                   |
| Efapel                      | Portugal              | EFP                   |
| Aviludo-Louletano           | Portugal              | AVL                   |
| ProTouch                    | Afrique du Sud        | PRO                   |
| RP Boavista                 | Portugal              | BOA                   |
| Fundación Euskadi           | Espagne               | EUK                   |
| Vito-Feirense-PNB           | Portugal              | CDF                   |
| Ud Oliveirense-Inoutbuild   | Portugal              | UIO                   |
| BAI-Sicasal-Petro de Luanda | Angola                | BSP                   |
| LA Aluminios-LA Sport       | Portugal              | LAA                   |
| Miranda-Mortágua            | Portugal              | MIR                   |

## Étapes
L'édition 2019 du Tour du Portugal est composée de onze étapes pour un total de 1 521,8 kilomètres à parcourir. Le 6 août est la journée de repos.
| Étape     | Date       | Villes étapes                 |                             | Distance (km)    | Vainqueur d’étape | Leader du classement général |
| --------- | ---------- | ----------------------------- | --------------------------- | ---------------- | ----------------- | ---------------------------- |
| Prologue  | 31 juillet | Viseu - Viseu                 | Contre-la-montre individuel | 6                | Samuel Caldeira   | Samuel Caldeira              |
| 1re étape | 1er août   | Miranda do Corvo - Leiria     | Étape de moyenne montagne   | 174,7            | Davide Appollonio | Samuel Caldeira              |
| 2e étape  | 2 août     | Marinha Grande - Loures       | Étape vallonnée             | 198,5            | Mikel Aristi      | Gustavo César Veloso         |
| 3e étape  | 3 août     | Santarem - Castelo Branco     | Étape vallonnée             | 191,1            | Daniel Mestre     | Gustavo César Veloso         |
| 4e étape  | 4 août     | Pampilhosa da Serra - Covilhã | Étape de montagne           | 145              | João Rodrigues    | Gustavo César Veloso         |
| 5e étape  | 5 août     | Oliveira do Hospital - Guarda | Étape de moyenne montagne   | 158              | Marco Tizza       | Gustavo César Veloso         |
|           | 6 août     |                               | Jour de repos               | Journée de repos | Journée de repos  | Journée de repos             |
| 6e étape  | 7 août     | Torre de Moncorvo - Bragança  | Étape de moyenne montagne   | 182,7            | Héctor Sáez       | Gustavo César Veloso         |
| 7e étape  | 8 août     | Bragança - Montalegre         | Étape de montagne           | 156,2            | Luís Gomes        | Joni Brandão                 |
| 8e étape  | 9 août     | Viana do Castelo - Felgueiras | Étape de moyenne montagne   | 156,6            | João Benta        | Joni Brandão                 |
| 9e étape  | 10 août    | Fafe - Mondim de Basto        | Étape de montagne           | 133,5            | António Carvalho  | Joni Brandão                 |
| 10e étape | 11 août    | Vila Nova de Gaia - Porto     | Contre-la-montre individuel | 19,5             | João Rodrigues    | João Rodrigues               |

## Déroulement de la course

### Prologue
Viseu – Viseu : 6 km
Samuel Caldeira, de l'équipe continentale professionnelle W52-FC Porto, est le plus rapide du prologue qui ouvre ce 81e Tour du Portugal. Il endosse donc le premier maillot jaune de leader du classement général de cette édition. Samuel Caldeira boucle  les 6 kilomètres du parcours en 7 minutes et 28 secondes. Il bat le coureur suisse de la formation Swiss Racing Academy Gian Friesecke et le double vainqueur de la Volta, l'Espagnol Gustavo César Veloso de l'équipe (W52-FC Porto), au centième de seconde.
| Classement de l'étape | Classement de l'étape | Classement de l'étape | Classement de l'étape | Classement de l'étape |
|                       | Coureur               | Pays                  | Équipe                | Temps                 |
| --------------------- | --------------------- | --------------------- | --------------------- | --------------------- |
| 1er                   | Samuel Caldeira       | Portugal              | W52                   | en 7 min 28 s         |
| 2e                    | Gian Friesecke        | Suisse                | SRA                   | m.t                   |
| 3e                    | Gustavo César Veloso  | Espagne               | W52                   | m.t                   |
| 4e                    | Thibault Guernalec    | France                | PCB                   | + 1 s                 |
| 5e                    | António Carvalho      | Portugal              | W52                   | + 4 s                 |
| 6e                    | Mikel Aristi          | Espagne               | EUS                   | + 6 s                 |
| 7e                    | Cyrille Thièry        | Suisse                | SRA                   | + 7 s                 |
| 8e                    | Joni Brandão          | Portugal              | EFP                   | m.t                   |
| 9e                    | João Matias           | Portugal              | CDF                   | + 8 s                 |
| 10e                   | Daniel Mestre         | Portugal              | W52                   | m.t                   |
| modifier              |                       |                       |                       |                       |

| Classement général | Classement général   | Classement général | Classement général | Classement général |
|                    | Coureur              | Pays               | Équipe             | Temps              |
| ------------------ | -------------------- | ------------------ | ------------------ | ------------------ |
| 1er                | Samuel Caldeira      | Portugal           | W52                | en 7 min 28 s      |
| 2e                 | Gian Friesecke       | Suisse             | SRA                | m.t                |
| 3e                 | Gustavo César Veloso | Espagne            | W52                | m.t                |
| 4e                 | Thibault Guernalec   | France             | PCB                | + 1 s              |
| 5e                 | António Carvalho     | Portugal           | W52                | + 4 s              |
| 6e                 | Mikel Aristi         | Espagne            | EUS                | + 6 s              |
| 7e                 | Cyrille Thièry       | Suisse             | SRA                | + 7 s              |
| 8e                 | Joni Brandão         | Portugal           | EFP                | m.t                |
| 9e                 | João Matias          | Portugal           | CDF                | + 8 s              |
| 10e                | Daniel Mestre        | Portugal           | W52                | m.t                |
| modifier           |                      |                    |                    |                    |

### 1reétape
Miranda do Corvo – Leiria : 174,7 km
Première étape en ligne, entre Miranda do Corvo et Leiria, sur un parcours de 174,7 km, qui compte plusieurs côtes de première catégorie.
Quatre coureurs faussent compagnie au peloton en cours de route, l’Espagnol Peio Goikoetxea (Fundación Euskadi) (futur lauréat du prix de la montagne), Gaspar Gonçalves, Matthias Reutimann et David Ribeiro. L'échappée est reprise et à environ deux kilomètres de la ligne finale, une chute collective affecte le porteur du maillot jaune, Samuel Caldeira (W52). Néanmoins il conserve sa première place, puisqu'il se voit attribuer le même temps que le vainqueur. L'Italien Davide Appollonio (AMO) gagne lors d'un sprint massif. 
| Classement de l'étape | Classement de l'étape | Classement de l'étape | Classement de l'étape | Classement de l'étape |
|                       | Coureur               | Pays                  | Équipe                | Temps                 |
| --------------------- | --------------------- | --------------------- | --------------------- | --------------------- |
| 1er                   | Davide Appollonio     | Italie                | AMO                   | en 4 h 47 min 7 s     |
| 2e                    | Daniel Mestre         | Portugal              | W52                   | + 1 s                 |
| 3e                    | Matteo Malucelli      | Italie                | CJR                   | m.t                   |
| 4e                    | August Jensen         | Norvège               | ICA                   | m.t                   |
| 5e                    | Daniel Freitas        | Portugal              | MIR                   | m.t                   |
| 6e                    | Alexander Grigoriev   | Russie                | STA                   | m.t                   |
| 7e                    | Lukas Rüegg           | Suisse                | SRA                   | m.t                   |
| 8e                    | Marco Tizza           | Italie                | AMO                   | m.t                   |
| 9e                    | Mikel Aristi          | Espagne               | EUS                   | + 2 s                 |
| 10e                   | Bram Welten           | Pays-Bas              | PCB                   | m.t                   |
| modifier              |                       |                       |                       |                       |

| Classement général | Classement général   | Classement général | Classement général | Classement général |
|                    | Coureur              | Pays               | Équipe             | Temps              |
| ------------------ | -------------------- | ------------------ | ------------------ | ------------------ |
| 1er                | Samuel Caldeira      | Portugal           | W52                | en 4 h 54 min 35 s |
| 2e                 | Gian Friesecke       | Suisse             | SRA                | m.t                |
| 3e                 | Gustavo César Veloso | Espagne            | W52                | m.t                |
| 4e                 | Thibault Guernalec   | France             | PCB                | + 1 s              |
| 5e                 | António Carvalho     | Portugal           | W52                | + 4 s              |
| 6e                 | Mikel Aristi         | Espagne            | EUS                | + 6 s              |
| 7e                 | Cyrille Thièry       | Suisse             | SRA                | + 7 s              |
| 8e                 | Joni Brandão         | Portugal           | EFP                | m.t                |
| 9e                 | Daniel Mestre        | Portugal           | W52                | + 8 s              |
| 10e                | João Matias          | Portugal           | CDF                | m.t                |
| modifier           |                      |                    |                    |                    |

### 2eétape
Marinha Grande – Loures : 198,5 km
La deuxième étape du tour du Portugal, se déroule entre Marinha Grande et Loures. Une nouvelle chute dans les derniers mètres perturbe le déroulement de l'arrivée.Cette étape est remportée par Mikel Aristi (Euskadi Basque Country-Murias), devant Luís Mendonça (Équipe cycliste Radio Popular-Boavista) et Gustavo César Veloso (W52) qui endosse le maillot jaune aux dépens de son coéquipier Samuel Caldeira. 
| Classement de l'étape | Classement de l'étape    | Classement de l'étape | Classement de l'étape | Classement de l'étape |
|                       | Coureur                  | Pays                  | Équipe                | Temps                 |
| --------------------- | ------------------------ | --------------------- | --------------------- | --------------------- |
| 1er                   | Mikel Aristi             | Espagne               | EUS                   | en 4 h 50 min 5 s     |
| 2e                    | Luís Mendonça            | Portugal              | BOA                   | + 1 s                 |
| 3e                    | Gustavo César Veloso     | Espagne               | W52                   | + 3 s                 |
| 4e                    | Joni Brandão             | Portugal              | EFP                   | m.t                   |
| 5e                    | Vicente García de Mateos | Espagne               | ALU                   | m.t                   |
| 6e                    | Daniel Mestre            | Portugal              | W52                   | m.t                   |
| 7e                    | Edgar Pinto              | Portugal              | W52                   | m.t                   |
| 8e                    | Marco Tizza              | Italie                | AMO                   | m.t                   |
| 9e                    | Alejandro Marque         | Espagne               | STA                   | m.t                   |
| 10e                   | João Rodrigues           | Portugal              | W52                   | + 8 s                 |
| modifier              |                          |                       |                       |                       |

| Classement général | Classement général       | Classement général | Classement général | Classement général |
|                    | Coureur                  | Pays               | Équipe             | Temps              |
| ------------------ | ------------------------ | ------------------ | ------------------ | ------------------ |
| 1er                | Gustavo César Veloso     | Espagne            | W52                | en 9 h 44 min 43 s |
| 2e                 | Mikel Aristi             | Espagne            | EUS                | + 3 s              |
| 3e                 | Joni Brandão             | Portugal           | EFP                | + 7 s              |
| 4e                 | Daniel Mestre            | Portugal           | W52                | + 8 s              |
| 5e                 | Vicente García de Mateos | Espagne            | ALU                | + 9 s              |
| 6e                 | Alejandro Marque         | Espagne            | STA                | + 11 s             |
| 7e                 | António Carvalho         | Portugal           | W52                | m.t                |
| 8e                 | Edgar Pinto              | Portugal           | W52                | + 12 s             |
| 9e                 | João Rodrigues           | Portugal           | W52                | + 14 s             |
| 10e                | Óscar Sevilla            | Espagne            | MED                | + 17 s             |
| modifier           |                          |                    |                    |                    |

### 3eétape
Santarém – Castelo Branco : 194,1 km
| Classement de l'étape | Classement de l'étape    | Classement de l'étape | Classement de l'étape | Classement de l'étape |
|                       | Coureur                  | Pays                  | Équipe                | Temps                 |
| --------------------- | ------------------------ | --------------------- | --------------------- | --------------------- |
| 1er                   | Daniel Mestre            | Portugal              | W52                   | en 5 h 11 min 37 s    |
| 2e                    | Clément Russo            | France                | PCB                   | m.t                   |
| 3e                    | August Jensen            | Norvège               | ICA                   | m.t                   |
| 4e                    | Mikel Aristi             | Espagne               | EUS                   | m.t                   |
| 5e                    | Luís Mendonça            | Portugal              | BOA                   | m.t                   |
| 6e                    | Samuel Caldeira          | Portugal              | W52                   | m.t                   |
| 7e                    | Gustavo César Veloso     | Espagne               | W52                   | m.t                   |
| 8e                    | Marco Tizza              | Italie                | AMO                   | m.t                   |
| 9e                    | António Carvalho         | Portugal              | W52                   | m.t                   |
| 10e                   | Vicente García de Mateos | Espagne               | ALU                   | m.t                   |
| modifier              |                          |                       |                       |                       |

| Classement général | Classement général       | Classement général | Classement général | Classement général  |
|                    | Coureur                  | Pays               | Équipe             | Temps               |
| ------------------ | ------------------------ | ------------------ | ------------------ | ------------------- |
| 1er                | Gustavo César Veloso     | Espagne            | W52                | en 14 h 56 min 20 s |
| 2e                 | Mikel Aristi             | Espagne            | EUS                | + 3 s               |
| 3e                 | Daniel Mestre            | Portugal           | W52                | + 8 s               |
| 4e                 | Vicente García de Mateos | Espagne            | ALU                | + 9 s               |
| 5e                 | António Carvalho         | Portugal           | W52                | + 11 s              |
| 6e                 | Edgar Pinto              | Portugal           | W52                | + 12 s              |
| 7e                 | João Rodrigues           | Portugal           | W52                | + 14 s              |
| 8e                 | Alejandro Marque         | Espagne            | STA                | + 17 s              |
| 9e                 | Daniel Freitas           | Portugal           | MIR                | + 20 s              |
| 10e                | Joni Brandão             | Portugal           | EFP                | + 23 s              |
| modifier           |                          |                    |                    |                     |

### 4eétape
Pampilhosa da Serra – Covilhã : 145 km
La mythique arrivée à Torre, au sommet de la Serra da Estrela, marque la quatrième étape du tour du Portugal.
Joni Brandão (Efapel), ainsi que les équipes de la Rádio Popular-Boavista et de Aviludo-Louletano ont tenté d'isoler le leader, mais la formation du W52-FC Porto a maitrisé les attaques. João Rodrigues et Gustavo César Veloso s'échappant même dans les derniers hectomètres, ce qui leur permet de prendre des secondes supplémentaires sur leurs adversaires. Rodrigues devance alors son coéquipier et maillot jaune César Veloso.
| Classement de l'étape | Classement de l'étape    | Classement de l'étape | Classement de l'étape | Classement de l'étape |
|                       | Coureur                  | Pays                  | Équipe                | Temps                 |
| --------------------- | ------------------------ | --------------------- | --------------------- | --------------------- |
| 1er                   | João Rodrigues           | Portugal              | W52                   | en 4 h 20 min 36 s    |
| 2e                    | Gustavo César Veloso     | Espagne               | W52                   | + 1 s                 |
| 3e                    | Joni Brandão             | Portugal              | EFP                   | + 5 s                 |
| 4e                    | Henrique Casimiro        | Portugal              | EFP                   | m.t                   |
| 5e                    | Vicente García de Mateos | Espagne               | ALU                   | + 12 s                |
| 6e                    | Cristhian Montoya        | Colombie              | MED                   | + 18 s                |
| 7e                    | Luís Fernandes           | Portugal              | ALU                   | + 20 s                |
| 8e                    | João Benta               | Portugal              | BOA                   | m.t                   |
| 9e                    | David Rodrigues          | Portugal              | BOA                   | + 23 s                |
| 10e                   | Frederico Figueiredo     | Portugal              | STA                   | + 27 s                |
| modifier              |                          |                       |                       |                       |

| Classement général | Classement général       | Classement général | Classement général | Classement général  |
|                    | Coureur                  | Pays               | Équipe             | Temps               |
| ------------------ | ------------------------ | ------------------ | ------------------ | ------------------- |
| 1er                | Gustavo César Veloso     | Espagne            | W52                | en 19 h 16 min 57 s |
| 2e                 | João Rodrigues           | Portugal           | W52                | + 13 s              |
| 3e                 | Vicente García de Mateos | Espagne            | ALU                | + 20 s              |
| 4e                 | Joni Brandão             | Portugal           | EFP                | + 27 s              |
| 5e                 | Henrique Casimiro        | Portugal           | EFP                | + 40 s              |
| 6e                 | João Benta               | Portugal           | BOA                | + 1 min 6 s         |
| 7e                 | Edgar Pinto              | Portugal           | W52                | + 1 min 7 s         |
| 8e                 | David Rodrigues          | Portugal           | BOA                | + 1 min 8 s         |
| 9e                 | Cristhian Montoya        | Colombie           | MED                | + 1 min 18 s        |
| 10e                | Luís Fernandes           | Portugal           | ALU                | + 1 min 26 s        |
| modifier           |                          |                    |                    |                     |

### 5eétape
Oliveira do Hospital – Guarda : 158 km
Durant la journée une échappée de huit coureurs parvient à fausser compagnie au peloton, mais l'équipe W52-FC Porto ne leur laisse jamais une avance supérieure à trois minutes. Cependant, l'échappée se joue tout de même la victoire. Cette cinquième étape est remportée par le coureur italien Marco Tizza (Amore & Vita-Prodir) qui devance Alejandro Marque (Sporting-Tavira) de 11 secondes. Premier des favoris à arriver, Joni Brandão (Efapel) ne réussit qu'à prendre deux secondes au leader du classement général Gustavo César Veloso (W52-FC Porto). 
| Classement de l'étape | Classement de l'étape | Classement de l'étape | Classement de l'étape | Classement de l'étape |
|                       | Coureur               | Pays                  | Équipe                | Temps                 |
| --------------------- | --------------------- | --------------------- | --------------------- | --------------------- |
| 1er                   | Marco Tizza           | Italie                | AMO                   | en 4 h 2 min 53 s     |
| 2e                    | Alejandro Marque      | Espagne               | STA                   | + 11 s                |
| 3e                    | Zakkari Dempster      | Australie             | ICA                   | + 23 s                |
| 4e                    | Thibault Guernalec    | France                | PCB                   | + 28 s                |
| 5e                    | João Matias           | Portugal              | CDF                   | + 30 s                |
| 6e                    | Óscar Sevilla         | Espagne               | MED                   | + 33 s                |
| 7e                    | Domingos Gonçalves    | Portugal              | CJR                   | + 43 s                |
| 8e                    | David Livramento      | Portugal              | STA                   | + 1 min 34 s          |
| 9e                    | Joni Brandão          | Portugal              | EFP                   | + 1 min 44 s          |
| 10e                   | Gustavo César Veloso  | Espagne               | W52                   | + 1 min 46 s          |
| modifier              |                       |                       |                       |                       |

| Classement général | Classement général       | Classement général | Classement général | Classement général  |
|                    | Coureur                  | Pays               | Équipe             | Temps               |
| ------------------ | ------------------------ | ------------------ | ------------------ | ------------------- |
| 1er                | Gustavo César Veloso     | Espagne            | W52                | en 23 h 21 min 36 s |
| 2e                 | João Rodrigues           | Portugal           | W52                | + 15 s              |
| 3e                 | Vicente García de Mateos | Espagne            | ALU                | + 22 s              |
| 4e                 | Joni Brandão             | Portugal           | EFP                | + 25 s              |
| 5e                 | Henrique Casimiro        | Portugal           | EFP                | + 45 s              |
| 6e                 | Edgar Pinto              | Portugal           | W52                | + 1 min 14 s        |
| 7e                 | João Benta               | Portugal           | BOA                | + 1 min 17 s        |
| 8e                 | David Rodrigues          | Portugal           | BOA                | + 1 min 21 s        |
| 9e                 | Cristhian Montoya        | Colombie           | MED                | + 1 min 25 s        |
| 10e                | Luís Fernandes           | Portugal           | ALU                | + 1 min 33 s        |
| modifier           |                          |                    |                    |                     |

### 6eétape
Torre de Moncorvo – Bragança : 182,7 km
Le peloton du quatre-vingt-unième Tour du Portugal marque une minute de silence avant le départ de la sixième étape à Torre de Moncorvo en hommage au jeune coureur cycliste belge Bjorg Lambrecht, décédé deux jours plus tôt à la suite d'un accident sur le Tour de Pologne.
Lors de cette journée pluvieuse, le peloton s’aperçoit assez vite que la victoire ne peut revenir qu'à  l'échappée composée de onze coureurs. Dans les derniers kilomètres, Héctor Sáez s'extirpe du groupe des onze et parvient à maintenir un écart sur ses poursuivants jusqu'à l'arrivée. L'Espagnol Héctor Sáez, d'Euskadi Basque Country-Murias remporte cette sixième étape devant le coureur canadien Benjamin Perry (Israel Cycling Academy). 
Alors que le peloton arrive dans la ville de Bragança, le maillot jaune, Gustavo César Veloso tombe comme la plupart des membres de son équipe. La chute étant intervenue dans les trois derniers kilomètres, l'ensemble des coureurs impliqués dans cette chute, ne perd pas de temps sur le gros du peloton auxquels ils appartenaient. Quatrième au classement général, Joni Brandão (Efapel) est également impliqué dans l’accident.
| Classement de l'étape | Classement de l'étape | Classement de l'étape | Classement de l'étape | Classement de l'étape |
|                       | Coureur               | Pays                  | Équipe                | Temps                 |
| --------------------- | --------------------- | --------------------- | --------------------- | --------------------- |
| 1er                   | Héctor Sáez           | Espagne               | EUS                   | en 4 h 55 min 14 s    |
| 2e                    | Ben Perry             | Canada                | ICA                   | + 7 s                 |
| 3e                    | Txomin Juaristi       | Espagne               | Fundación Euskadi     | + 10 s                |
| 4e                    | Julen Amézqueta       | Espagne               | CJR                   | + 11 s                |
| 5e                    | Filipe Cardoso        | Portugal              | CDF                   | + 33 s                |
| 6e                    | Cyrille Thièry        | Suisse                | SRA                   | m.t.                  |
| 7e                    | Gonçalo Leaça         | Portugal              | LAA                   | m.t.                  |
| 8e                    | Micael Isidoro        | Portugal              | BSP                   | m.t.                  |
| 9e                    | Álvaro Trueba         | Espagne               | STA                   | + 36 s                |
| 10e                   | David Livramento      | Portugal              | STA                   | + 48 s                |
| modifier              |                       |                       |                       |                       |

| Classement général | Classement général       | Classement général | Classement général | Classement général  |
|                    | Coureur                  | Pays               | Équipe             | Temps               |
| ------------------ | ------------------------ | ------------------ | ------------------ | ------------------- |
| 1er                | Gustavo César Veloso     | Espagne            | W52                | en 28 h 21 min 20 s |
| 2e                 | João Rodrigues           | Portugal           | W52                | + 15 s              |
| 3e                 | Vicente García de Mateos | Espagne            | ALU                | + 22 s              |
| 4e                 | Joni Brandão             | Portugal           | EFP                | + 25 s              |
| 5e                 | Henrique Casimiro        | Portugal           | EFP                | + 45 s              |
| 6e                 | Edgar Pinto              | Portugal           | W52                | + 1 min 14 s        |
| 7e                 | João Benta               | Portugal           | BOA                | + 1 min 17 s        |
| 8e                 | David Rodrigues          | Portugal           | BOA                | + 1 min 21 s        |
| 9e                 | Cristhian Montoya        | Colombie           | MED                | + 1 min 25 s        |
| 10e                | Luís Fernandes           | Portugal           | ALU                | + 1 min 33 s        |
| modifier           |                          |                    |                    |                     |

### 7eétape
Bragança – Montalegre : 156,2 km
Au kilomètre 25, douze hommes s'échappent et gagne une avance allant jusqu'à 9 minutes 20, qui fait du Français Brice Feillu (PCB), le maillot jaune virtuel. L'échappée ira au bout. Luís Gomes (Équipe cycliste Radio Popular-Boavista), leader du maillot de la montagne gagne l'étape en 4 heures 25 minutes et 39 secondes.
Cependant, le grand gagnant de la journée est Joni Brandão. Ce dernier attaque au sein du groupe des favoris et parvient à grappiller des secondes sur ses adversaires. Ce qui lui permet de prendre le maillot jaune pour 1 seconde. Gustavo César Veloso (W52) perd plus de 30 secondes et le Portugais João Rodrigues est désormais le leader de la W52.
| Classement de l'étape | Classement de l'étape | Classement de l'étape | Classement de l'étape | Classement de l'étape |
|                       | Coureur               | Pays                  | Équipe                | Temps                 |
| --------------------- | --------------------- | --------------------- | --------------------- | --------------------- |
| 1er                   | Luís Gomes            | Portugal              | BOA                   | en 4 h 25 min 39 s    |
| 2e                    | Hugo Sancho           | Portugal              | MIR                   | + 2 s                 |
| 3e                    | Matthias Reutimann    | Suisse                | SRA                   | m.t                   |
| 4e                    | Brice Feillu          | France                | PCB                   | + 13 s                |
| 5e                    | Juan Felipe Osorio    | Colombie              | UIO                   | + 18 s                |
| 6e                    | Álvaro Cuadros        | Espagne               | CJR                   | + 34 s                |
| 7e                    | Marco Tizza           | Italie                | AMO                   | + 39 s                |
| 8e                    | Omer Goldstein        | Israël                | ICA                   | + 43 s                |
| 9e                    | Hugo Nunes            | Portugal              | BOA                   | m.t                   |
| 10e                   | Filipe Cardoso        | Portugal              | CDF                   | + 47 s                |
| modifier              |                       |                       |                       |                       |

| Classement général | Classement général       | Classement général | Classement général | Classement général  |
|                    | Coureur                  | Pays               | Équipe             | Temps               |
| ------------------ | ------------------------ | ------------------ | ------------------ | ------------------- |
| 1er                | Joni Brandão             | Portugal           | EFP                | en 32 h 50 min 59 s |
| 2e                 | João Rodrigues           | Portugal           | W52                | + 1 s               |
| 3e                 | Gustavo César Veloso     | Espagne            | W52                | + 15 s              |
| 4e                 | Vicente García de Mateos | Espagne            | ALU                | + 31 s              |
| 5e                 | Henrique Casimiro        | Portugal           | EFP                | + 46 s              |
| 6e                 | João Benta               | Portugal           | BOA                | + 1 min 22 s        |
| 7e                 | David Rodrigues          | Portugal           | BOA                | + 1 min 26 s        |
| 8e                 | Cristhian Montoya        | Colombie           | MED                | + 1 min 34 s        |
| 9e                 | Edgar Pinto              | Portugal           | W52                | + 1 min 40 s        |
| 10e                | Luís Fernandes           | Portugal           | ALU                | + 1 min 42 s        |
| modifier           |                          |                    |                    |                     |

### 8eétape
Viana do Castelo – Felgueiras : 156,6 km
João Benta est le vainqueur de la 8e étape. Le coureur de Radio Popular-Boavista a mis 3 h 49 pour parcourir les 156 km de l'étape, battant Joni Brandão (EFP) et João Rodrigues (W52), respectivement deuxième et troisième. Joni Brandão garde le maillot jaune de leader, avec toujours une seconde d'avance sur João Rodrigues. L'Espagnol Gustavo César Veloso (W52) reste troisième au classement général, mais concède trois secondes au leader du général, et pointe désormais à 18 secondes du premier et 17 secondes du deuxième. L'accession de Frederico Figueiredo (STA) à la 10e place place est le seul changement enregistré dans le top 10.
| Classement de l'étape | Classement de l'étape    | Classement de l'étape | Classement de l'étape | Classement de l'étape |
|                       | Coureur                  | Pays                  | Équipe                | Temps                 |
| --------------------- | ------------------------ | --------------------- | --------------------- | --------------------- |
| 1er                   | João Benta               | Portugal              | BOA                   | en + 3 h 49 min 18 s  |
| 2e                    | Joni Brandão             | Portugal              | EFP                   | + 2 s                 |
| 3e                    | João Rodrigues           | Portugal              | W52                   | m.t                   |
| 4e                    | Frederico Figueiredo     | Portugal              | STA                   | + 5 s                 |
| 5e                    | Gustavo César Veloso     | Espagne               | W52                   | m.t                   |
| 6e                    | Danilo Celano            | Italie                | AMO                   | m.t                   |
| 7e                    | Vicente García de Mateos | Espagne               | ALU                   | m.t                   |
| 8e                    | Cristhian Montoya        | Colombie              | MED                   | m.t                   |
| 9e                    | Edgar Pinto              | Portugal              | W52                   | + 8 s                 |
| 10e                   | David Rodrigues          | Portugal              | BOA                   | m.t                   |
| modifier              |                          |                       |                       |                       |

| Classement général | Classement général       | Classement général | Classement général | Classement général  |
|                    | Coureur                  | Pays               | Équipe             | Temps               |
| ------------------ | ------------------------ | ------------------ | ------------------ | ------------------- |
| 1er                | Joni Brandão             | Portugal           | EFP                | en 36 h 40 min 19 s |
| 2e                 | João Rodrigues           | Portugal           | W52                | + 1 s               |
| 3e                 | Gustavo César Veloso     | Espagne            | W52                | + 18 s              |
| 4e                 | Vicente García de Mateos | Espagne            | ALU                | + 34 s              |
| 5e                 | Henrique Casimiro        | Portugal           | EFP                | + 52 s              |
| 6e                 | João Benta               | Portugal           | BOA                | + 1 min 20 s        |
| 7e                 | David Rodrigues          | Portugal           | BOA                | + 1 min 32 s        |
| 8e                 | Cristhian Montoya        | Colombie           | MED                | + 1 min 37 s        |
| 9e                 | Edgar Pinto              | Portugal           | W52                | + 1 min 46 s        |
| 10e                | Frederico Figueiredo     | Portugal           | STA                | + 2 min             |
| modifier           |                          |                    |                    |                     |

### 9eétape
Fafe – Mondim de Basto : 133,5 km
| \| Classement de l'étape \| Classement de l'étape \| Classement de l'étape \| Classement de l'étape \| Classement de l'étape \| \| Coureur \| Coureur \| Pays \| Équipe \| Temps \| \| --------------------- \| --------------------- \| --------------------- \| ---------------------- \| --------------------- \| \| 1er \| António Carvalho \| Portugal \| W52-FC Porto \| 3 h 49 min 12 s \| \| 2e \| João Rodrigues \| Portugal \| W52-FC Porto \| + 1 s \| \| 3e \| Joni Brandão \| Portugal \| Efapel \| + 2 s \| \| 4e \| João Benta \| Portugal \| Rádio Popular-Boavista \| + 7 s \| \| 5e \| Frederico Figueiredo \| Portugal \| Sporting-Tavira \| + 7 s \| \| 6e \| David Rodrigues \| Portugal \| Rádio Popular-Boavista \| + 7 s \| \| 7e \| Edgar Pinto \| Portugal \| W52-FC Porto \| + 9 s \| \| 8e \| Danilo Celano \| Italie \| Amore & Vita-Prodir \| + 23 s \| \| 9e \| Gustavo César Veloso \| Espagne \| W52-FC Porto \| + 24 s \| \| 10e \| Cristhian Montoya \| Colombie \| Medellín \| + 48 s \| |                      |          |                        |                 |
| |                      |          |                        |                 |
| Source : ProCyclingStats |                      |          |                        |                 |
| Classement de l'étape |                      |          |                        |                 |
| Coureur | Coureur              | Pays     | Équipe                 | Temps           |
| 1er | António Carvalho     | Portugal | W52-FC Porto           | 3 h 49 min 12 s |
| 2e | João Rodrigues       | Portugal | W52-FC Porto           | + 1 s           |
| 3e | Joni Brandão         | Portugal | Efapel                 | + 2 s           |
| 4e | João Benta           | Portugal | Rádio Popular-Boavista | + 7 s           |
| 5e | Frederico Figueiredo | Portugal | Sporting-Tavira        | + 7 s           |
| 6e | David Rodrigues      | Portugal | Rádio Popular-Boavista | + 7 s           |
| 7e | Edgar Pinto          | Portugal | W52-FC Porto           | + 9 s           |
| 8e | Danilo Celano        | Italie   | Amore & Vita-Prodir    | + 23 s          |
| 9e | Gustavo César Veloso | Espagne  | W52-FC Porto           | + 24 s          |
| 10e | Cristhian Montoya    | Colombie | Medellín               | + 48 s          |

| \| Classement général \| Classement général \| Classement général \| Classement général \| Classement général \| \| Coureur \| Coureur \| Pays \| Équipe \| Temps \| \| ------------------ \| -------------------- \| ------------------ \| ---------------------- \| ------------------ \| \| 1er \| Joni Brandão \| Portugal \| Efapel \| 40 h 29 min 33 s \| \| 2e \| João Rodrigues \| Portugal \| W52-FC Porto \| + 0 s \| \| 3e \| Gustavo César Veloso \| Espagne \| W52-FC Porto \| + 40 s \| \| 4e \| João Benta \| Portugal \| Rádio Popular-Boavista \| + 1 min 25 s \| \| 5e \| David Rodrigues \| Portugal \| Rádio Popular-Boavista \| + 1 min 37 s \| \| 6e \| Edgar Pinto \| Portugal \| W52-FC Porto \| + 1 min 53 s \| \| 7e \| Frederico Figueiredo \| Portugal \| Sporting-Tavira \| + 2 min 05 s \| \| 8e \| António Carvalho \| Portugal \| W52-FC Porto \| + 2 min 17 s \| \| 9e \| Cristhian Montoya \| Colombie \| Medellín \| + 2 min 23 s \| \| 10e \| Henrique Casimiro \| Portugal \| Efapel \| + 3 min 19 s \| |                      |          |                        |                  |
| |                      |          |                        |                  |
| Source : ProCyclingStats |                      |          |                        |                  |
| Classement général |                      |          |                        |                  |
| Coureur | Coureur              | Pays     | Équipe                 | Temps            |
| 1er | Joni Brandão         | Portugal | Efapel                 | 40 h 29 min 33 s |
| 2e | João Rodrigues       | Portugal | W52-FC Porto           | + 0 s            |
| 3e | Gustavo César Veloso | Espagne  | W52-FC Porto           | + 40 s           |
| 4e | João Benta           | Portugal | Rádio Popular-Boavista | + 1 min 25 s     |
| 5e | David Rodrigues      | Portugal | Rádio Popular-Boavista | + 1 min 37 s     |
| 6e | Edgar Pinto          | Portugal | W52-FC Porto           | + 1 min 53 s     |
| 7e | Frederico Figueiredo | Portugal | Sporting-Tavira        | + 2 min 05 s     |
| 8e | António Carvalho     | Portugal | W52-FC Porto           | + 2 min 17 s     |
| 9e | Cristhian Montoya    | Colombie | Medellín               | + 2 min 23 s     |
| 10e | Henrique Casimiro    | Portugal | Efapel                 | + 3 min 19 s     |

### 10eétape
| \| Classement de l'étape \| Classement de l'étape \| Classement de l'étape \| Classement de l'étape \| Classement de l'étape \| \| Coureur \| Coureur \| Pays \| Équipe \| Temps \| \| --------------------- \| --------------------- \| --------------------- \| ----------------------------- \| --------------------- \| \| 1er \| João Rodrigues \| Portugal \| W52-FC Porto \| 27 min 31 s \| \| 2e \| António Carvalho \| Portugal \| W52-FC Porto \| + 15 s \| \| 3e \| Joni Brandão \| Portugal \| Efapel \| + 27 s \| \| 4e \| Gustavo César Veloso \| Espagne \| W52-FC Porto \| + 28 s \| \| 5e \| Thibault Guernalec \| France \| Arkéa-Samsic \| + 58 s \| \| 6e \| Gian Friesecke \| Suisse \| Team Vorarlberg-Santic \| + 1 min 03 s \| \| 7e \| Samuel Caldeira \| Portugal \| W52-FC Porto \| + 1 min 14 s \| \| 8e \| Mikel Aristi \| Espagne \| Euskadi Basque Country-Murias \| + 1 min 20 s \| \| 9e \| Edgar Pinto \| Portugal \| W52-FC Porto \| + 1 min 21 s \| \| 10e \| Ricardo Mestre \| Portugal \| W52-FC Porto \| + 1 min 23 s \| |                      |          |                               |              |
| |                      |          |                               |              |
| Source : ProCyclingStats |                      |          |                               |              |
| Classement de l'étape |                      |          |                               |              |
| Coureur | Coureur              | Pays     | Équipe                        | Temps        |
| 1er | João Rodrigues       | Portugal | W52-FC Porto                  | 27 min 31 s  |
| 2e | António Carvalho     | Portugal | W52-FC Porto                  | + 15 s       |
| 3e | Joni Brandão         | Portugal | Efapel                        | + 27 s       |
| 4e | Gustavo César Veloso | Espagne  | W52-FC Porto                  | + 28 s       |
| 5e | Thibault Guernalec   | France   | Arkéa-Samsic                  | + 58 s       |
| 6e | Gian Friesecke       | Suisse   | Team Vorarlberg-Santic        | + 1 min 03 s |
| 7e | Samuel Caldeira      | Portugal | W52-FC Porto                  | + 1 min 14 s |
| 8e | Mikel Aristi         | Espagne  | Euskadi Basque Country-Murias | + 1 min 20 s |
| 9e | Edgar Pinto          | Portugal | W52-FC Porto                  | + 1 min 21 s |
| 10e | Ricardo Mestre       | Portugal | W52-FC Porto                  | + 1 min 23 s |

## Classements finals

### Classement général final
| \| Classement général \| Classement général \| Classement général \| Classement général \| Classement général \| \| Coureur \| Coureur \| Pays \| Équipe \| Temps \| \| ------------------ \| -------------------- \| ------------------ \| ---------------------- \| ------------------ \| \| 1er \| João Rodrigues \| Portugal \| W52-FC Porto \| 40 h 57 min 04 s \| \| 2e \| Joni Brandão \| Portugal \| Efapel \| + 27 s \| \| 3e \| Gustavo César Veloso \| Espagne \| W52-FC Porto \| + 1 min 08 s \| \| 4e \| António Carvalho \| Portugal \| W52-FC Porto \| + 2 min 32 s \| \| 5e \| Edgar Pinto \| Portugal \| W52-FC Porto \| + 3 min 14 s \| \| 6e \| João Benta \| Portugal \| Rádio Popular-Boavista \| + 3 min 15 s \| \| 7e \| David Rodrigues \| Portugal \| Rádio Popular-Boavista \| + 4 min 44 s \| \| 8e \| Cristhian Montoya \| Colombie \| Medellín \| + 5 min 24 s \| \| 9e \| Daniel Silva \| Portugal \| Funvic \| + 5 min 33 s \| \| 10e \| Henrique Casimiro \| Portugal \| Efapel \| + 5 min 43 s \| |                      |          |                        |                  |
| |                      |          |                        |                  |
| Source : ProCyclingStats |                      |          |                        |                  |
| Classement général |                      |          |                        |                  |
| Coureur | Coureur              | Pays     | Équipe                 | Temps            |
| 1er | João Rodrigues       | Portugal | W52-FC Porto           | 40 h 57 min 04 s |
| 2e | Joni Brandão         | Portugal | Efapel                 | + 27 s           |
| 3e | Gustavo César Veloso | Espagne  | W52-FC Porto           | + 1 min 08 s     |
| 4e | António Carvalho     | Portugal | W52-FC Porto           | + 2 min 32 s     |
| 5e | Edgar Pinto          | Portugal | W52-FC Porto           | + 3 min 14 s     |
| 6e | João Benta           | Portugal | Rádio Popular-Boavista | + 3 min 15 s     |
| 7e | David Rodrigues      | Portugal | Rádio Popular-Boavista | + 4 min 44 s     |
| 8e | Cristhian Montoya    | Colombie | Medellín               | + 5 min 24 s     |
| 9e | Daniel Silva         | Portugal | Funvic                 | + 5 min 33 s     |
| 10e | Henrique Casimiro    | Portugal | Efapel                 | + 5 min 43 s     |

### Classements annexes

#### Classement par équipes, dossard jaune
| Classement par équipes | Classement par équipes | Classement par équipes | Classement par équipes |
| Équipe                 | Équipe                 | Pays                   | Temps                  |
| ---------------------- | ---------------------- | ---------------------- | ---------------------- |
| 1re                    | W52-FC Porto           | Portugal               | 122 h 53 min 31 s      |
| 2e                     | RP-Boavista            | Portugal               | + 2 min 26 s           |
| 3e                     | Sporting-Tavira        | Portugal               | + 11 min 11 s          |
| 4e                     | Efapel                 | Portugal               | + 23 min 13 s          |
| 5e                     | Miranda-Mortágua       | Portugal               | + 57 min 28 s          |

#### Classement par points, maillot vert
| Classement par points | Classement par points | Classement par points | Classement par points         | Classement par points |
| Coureur               | Coureur               | Pays                  | Équipe                        | Points                |
| --------------------- | --------------------- | --------------------- | ----------------------------- | --------------------- |
| 1er                   | Daniel Mestre         | Portugal              | W52-FC Porto                  | 91 pts                |
| 2e                    | August Jensen         | Norvège               | Israel Cycling Academy        | 52 pts                |
| 3e                    | Mikel Aristi          | Espagne               | Euskadi Basque Country-Murias | 50 pts                |
| 4e                    | Gustavo César Veloso  | Espagne               | W52-FC Porto                  | 49 pts                |
| 5e                    | Héctor Sáez           | Espagne               | Euskadi Basque Country-Murias | 47 pts                |
| 6e                    | Luís Mendonça         | Portugal              | Rádio Popular-Boavista        | 44 pts                |
| 7e                    | Joni Brandão          | Portugal              | Efapel                        | 44 pts                |
| 8e                    | João Rodrigues        | Portugal              | W52-FC Porto                  | 43 pts                |
| 9e                    | Davide Appollonio     | Italie                | Amore & Vita-Prodir           | 42 pts                |
| 10e                   | Marco Tizza           | Italie                | Amore & Vita-Prodir           | 41 pts                |

#### Classement de la montagne, maillot bleu
| Classement de la montagne | Classement de la montagne | Classement de la montagne | Classement de la montagne | Classement de la montagne |
| Coureur                   | Coureur                   | Pays                      | Équipe                    | Points                    |
| ------------------------- | ------------------------- | ------------------------- | ------------------------- | ------------------------- |
| 1er                       | Luís Gomes                | Portugal                  | Rádio Popular-Boavista    | 107 pts                   |
| 2e                        | Hugo Sancho               | Portugal                  | Miranda-Mortágua          | 47 pts                    |
| 4e                        | Ricardo Mestre            | Portugal                  | W52-FC Porto              | 38 pts                    |
| 5e                        | David Ribeiro             | Portugal                  | LA Aluminios              | 36 pts                    |
| 6e                        | António Carvalho          | Portugal                  | W52-FC Porto              | 35 pts                    |
| 7e                        | Luís Fernandes            | Portugal                  | Aviludo-Louletano         | 33 pts                    |
| 8e                        | Gaspar Gonçalves          | Portugal                  | Miranda-Mortágua          | 32 pts                    |
| 9e                        | Peio Goikoetxea           | Espagne                   | Fundación Euskadi         | 31 pts                    |
| 10e                       | Joni Brandão              | Portugal                  | Efapel                    | 31 pts                    |

#### Classement du meilleur jeune, maillot blanc
| Classement du meilleur jeune | Classement du meilleur jeune | Classement du meilleur jeune | Classement du meilleur jeune  | Classement du meilleur jeune |
| Coureur                      | Coureur                      | Pays                         | Équipe                        | Temps                        |
| ---------------------------- | ---------------------------- | ---------------------------- | ----------------------------- | ---------------------------- |
| 1er                          | Emanuel Duarte               | Portugal                     | LA Aluminios                  | 41 h 12 min 01 s             |
| 2e                           | Urko Berrade                 | Espagne                      | Euskadi Basque Country-Murias | + 2 s                        |
| 3e                           | Rafael Lourenço              | Portugal                     | UD Oliveirense-InOutBuild     | + 33 min 07 s                |
| 4e                           | Gonçalo Leaça                | Portugal                     | LA Aluminios                  | + 54 min 15 s                |
| 5e                           | João Barbosa                 | Portugal                     | Vito-Feirense-Pnb             | + 56 min 14 s                |
| 6e                           | Thibault Guernalec           | France                       | Arkéa-Samsic                  | + 1 h 06 min 48 s            |
| 7e                           | Bram Welten                  | Pays-Bas                     | Arkéa-Samsic                  | + 1 h 22 min 28 s            |

### UCI Europe Tour
Ce tour du Portugal attribue des points pour l'UCI Europe Tour 2019.
Le barème des points du classement Europe Tour sur ce Tour du Portugal est le suivant :
| Position           | 1er | 2e | 3e | 4e | 5e | 6e | 7e | 8e | 9e | 10e | 11e | 12e | 13e à 15e | 16e à 25e |
| ------------------ | --- | -- | -- | -- | -- | -- | -- | -- | -- | --- | --- | --- | --------- | --------- |
| Classement général | 125 | 85 | 70 | 60 | 50 | 40 | 35 | 30 | 25 | 20  | 15  | 10  | 5         | 3         |
| Classement d'étape | 14  | 5  | 3  |    |    |    |    |    |    |     |     |     |           |           |
| Leader par étape   | 3   |    |    |    |    |    |    |    |    |     |     |     |           |           |

## Évolution des classements
| Étape              | Vainqueur               | Classement général         | Classement par points   | Classement de la montagne | Classement du meilleur jeune | Classement par équipes | Classement du combiné      | Classement du meilleur Portugais |
| ------------------ | ----------------------- | -------------------------- | ----------------------- | ------------------------- | ---------------------------- | ---------------------- | -------------------------- | -------------------------------- |
| P                  | Samuel Caldeira (W52)   | Samuel Caldeira (W52)      | Non attribué            | Non attribué              | Thibault Guernalec (PCB)     | W52                    | Non attribué               | Samuel Caldeira (W52)            |
| 1                  | Davide Appollonio (AMO) | Samuel Caldeira (W52)      | Davide Appollonio (AMO) | Peio Goikoetxea (EUK)     | Thibault Guernalec (PCB)     | W52                    | Daniel Mestre (W52)        | Samuel Caldeira (W52)            |
| 2                  | Mikel Aristi (EUS)      | Gustavo César Veloso (W52) | Davide Appollonio (AMO) | Peio Goikoetxea (EUK)     | Urko Berrade (EUS)           | W52                    | Daniel Mestre (W52)        | Joni Brandão (EFP)               |
| 3                  | Daniel Mestre (W52)     | Gustavo César Veloso (W52) | Daniel Mestre (W52)     | Peio Goikoetxea (EUK)     | Urko Berrade (EUS)           | W52                    | Daniel Mestre (W52)        | Daniel Mestre (W52)              |
| 4                  | João Rodrigues (W52)    | Gustavo César Veloso (W52) | Daniel Mestre (W52)     | Peio Goikoetxea (EUK)     | Emanuel Duarte (LAA)         | W52                    | Gustavo César Veloso (W52) | João Rodrigues (W52)             |
| 5                  | Marco Tizza (AMO)       | Gustavo César Veloso (W52) | Daniel Mestre (W52)     | David Ribeiro (LAA)       | Emanuel Duarte (LAA)         | W52                    | Gustavo César Veloso (W52) | João Rodrigues (W52)             |
| 6                  | Héctor Sáez (EUS)       | Gustavo César Veloso (W52) | Daniel Mestre (W52)     | Luís Gomes (BOA)          | Emanuel Duarte (LAA)         | W52                    | Gustavo César Veloso (W52) | João Rodrigues (W52)             |
| 7                  | Luís Gomes (BOA)        | Joni Brandão (EFP)         | Daniel Mestre (W52)     | Luís Gomes (BOA)          | Unai Cuadrado (EUK)          | BOA                    | Gustavo César Veloso (W52) | Joni Brandão (EFP)               |
| 8                  | João Benta (BOA)        | Joni Brandão (EFP)         | Daniel Mestre (W52)     | Luís Gomes (BOA)          | Unai Cuadrado (EUK)          | BOA                    | Gustavo César Veloso (W52) | Joni Brandão (EFP)               |
| 9                  | António Carvalho (W52)  | Joni Brandão (EFP)         | Daniel Mestre (W52)     | Luís Gomes (BOA)          | Emanuel Duarte (LAA)         | BOA                    | João Rodrigues (W52)       | Joni Brandão (EFP)               |
| 10                 | João Rodrigues (W52)    | João Rodrigues (W52)       | Daniel Mestre (W52)     | Luís Gomes (BOA)          | Emanuel Duarte (LAA)         | W52                    | João Rodrigues (W52)       | João Rodrigues (W52)             |
| Classements finals | Classements finals      | João Rodrigues (W52)       | Daniel Mestre (W52)     | Luís Gomes (BOA)          | Emanuel Duarte (LAA)         | W52-FC Porto           | João Rodrigues (W52)       | João Rodrigues (W52)             |

## Liste des participants
- Liste de départ complète

| Légende                                    | Légende                                                                                         | Légende                                | Légende                                                                                                  |
| ------------------------------------------ | ----------------------------------------------------------------------------------------------- | -------------------------------------- | --- |
| Num                                        | Dossard de départ porté par le coureur sur ce Tour du Portugal                                  | Pos                                    | Position finale au classement général                                                                    |
| Leader du classement général               | Indique le vainqueur du classement général                                                      | Leader du classement par points        | Indique le vainqueur du classement par points                                                            |
| Leader du classement de la montagne        | Indique le vainqueur du classement de la montagne                                               | Leader du classement du meilleur jeune | Indique le vainqueur du classement du meilleur jeune                                                     |
| Leader du classement du meilleur Portugais | Indique le vainqueur du classement du meilleur Portugais                                        |                                        | Indique un maillot de champion national ou mondial, suivi de sa spécialité                               |
| #                                          | Indique la meilleure équipe                                                                     | NP                                     | Indique un coureur qui n'a pas pris le départ d'une étape, suivi du numéro de l'étape où il s'est retiré |
| AB                                         | Indique un coureur qui n'a pas terminé une étape, suivi du numéro de l'étape où il s'est retiré | HD                                     | Indique un coureur qui a terminé une étape hors des délais, suivi du numéro de l'étape                   |
| DSQ                                        | Indique un coureur qui a été disqualifié de la course, suivi du numéro de l'étape               | *                                      | Indique un coureur en lice pour le classement du meilleur jeune (coureurs nés après le 1er janvier 1996) |

| W52-FC Porto W52                 | W52-FC Porto W52             | W52-FC Porto W52 |
| -------------------------------- | ---------------------------- | ---------------- |
| Num                              | Coureur                      | Pos              |
| 1                                | Gustavo César Veloso (ESP) - | -                |
| 2                                | Ricardo Mestre (POR) -       | -                |
| 3                                | Daniel Mestre (POR) -        | -                |
| 4                                | António Carvalho (POR) -     | -                |
| 5                                | Edgar Pinto (POR) -          | -                |
| 6                                | João Rodrigues (POR) -       | -                |
| 7                                | Samuel Caldeira (POR) -      | -                |
| Directeur sportif : Nuno Ribeiro |                              |                  |

| Israel Cycling Academy ICA         | Israel Cycling Academy ICA | Israel Cycling Academy ICA |
| ---------------------------------- | -------------------------- | -------------------------- |
| Num                                | Coureur                    | Pos                        |
| 11                                 | Awet Gebremedhin (SWE) -   | -                          |
| 12                                 | Freddy Ovett (AUS) -       | -                          |
| 13                                 | Alexander Cataford (CAN) - | AB-1                       |
| 14                                 | Zakkari Dempster (AUS) -   | -                          |
| 15                                 | Omer Goldstein* (ISR) -    | -                          |
| 16                                 | Benjamin Perry (CAN) -     | -                          |
| 17                                 | August Jensen (NOR) -      | -                          |
| Directeur sportif : Óscar Guerrero |                            |                            |

| Arkéa-Samsic PCB                  | Arkéa-Samsic PCB            | Arkéa-Samsic PCB |
| --------------------------------- | --------------------------- | ---------------- |
| Num                               | Coureur                     | Pos              |
| 21                                | Thibault Guernalec* (FRA) - | -                |
| 22                                | Maxime Daniel (FRA) -       | AB-4             |
| 23                                | Brice Feillu (FRA) -        | -                |
| 24                                | Romain Le Roux (FRA) -      | -                |
| 25                                | Bram Welten* (NED) -        | -                |
| 26                                | Clément Russo (FRA) -       | -                |
| 27                                | Robert Wagner (ALL) -       | AB-4             |
| Directeur sportif : Yvon Ledanois |                             |                  |

| Caja Rural-Seguros RGA CJR              | Caja Rural-Seguros RGA CJR    | Caja Rural-Seguros RGA CJR |
| --------------------------------------- | ----------------------------- | -------------------------- |
| Num                                     | Coureur                       | Pos                        |
| 31                                      | Domingos Gonçalves (POR) -    | AB-6                       |
| 32                                      | Álvaro Cuadros (ESP) -        | -                          |
| 33                                      | David González López* (ESP) - | AB-6                       |
| 34                                      | Sergio Pardilla (ESP) -       | -                          |
| 35                                      | Nelson Soto (COL) -           | -                          |
| 36                                      | Julen Amézqueta* (ESP) -      | -                          |
| 37                                      | Matteo Malucelli (ITA) -      | -                          |
| Directeur sportif : Juan Carlos Vázquez |                               |                            |

| Euskadi Basque Country-Murias EUS | Euskadi Basque Country-Murias EUS | Euskadi Basque Country-Murias EUS |
| --------------------------------- | --------------------------------- | --------------------------------- |
| Num                               | Coureur                           | Pos                               |
| 41                                | Mario González Salas (ESP) -      | AB-3                              |
| 42                                | Mikel Aristi (ESP) -              | -                                 |
| 43                                | Juan Antonio López-Cózar (ESP) -  | -                                 |
| 44                                | Urko Berrade* (ESP) -             | -                                 |
| 45                                | Sergio Rodríguez Reche (ESP) -    | AB-3                              |
| 46                                | Gotzon Udondo (ESP) -             | -                                 |
| 47                                | Héctor Sáez (ESP) -               | -                                 |
| Directeur sportif : Xabier Muriel |                                   |                                   |

| Medellín MED                            | Medellín MED              | Medellín MED |
| --------------------------------------- | ------------------------- | ------------ |
| Num                                     | Coureur                   | Pos          |
| 51                                      | Óscar Sevilla (ESP) -     | -            |
| 52                                      | Weimar Roldán (COL) -     | -            |
| 53                                      | Fabio Duarte (COL) -      | NP-1         |
| 54                                      | Róbigzon Oyola (COL) -    | -            |
| 55                                      | Walter Vargas (COL) -     | AB-5         |
| 56                                      | Cristhian Montoya (COL) - | -            |
| Directeur sportif : Gabriel Jaime Vélez |                           |              |

| Amore & Vita-Prodir AMO                | Amore & Vita-Prodir AMO    | Amore & Vita-Prodir AMO |
| -------------------------------------- | -------------------------- | ----------------------- |
| Num                                    | Coureur                    | Pos                     |
| 61                                     | Danilo Celano (ITA) -      | -                       |
| 62                                     | Pierpaolo Ficara (ITA) -   | -                       |
| 63                                     | Marco Tizza (ITA) -        | -                       |
| 64                                     | Davide Appollonio (ITA) -  | -                       |
| 65                                     | Yukinori Hishinuma (JAP) - | NP-P                    |
| 66                                     | Andrea Meucci (ITA) -      | AB-3                    |
| 67                                     | Viesturs Lukševics (LET) - | -                       |
| Directeur sportif : Volodymyr Starchyk |                            |                         |

| Sporting-Tavira STA             | Sporting-Tavira STA          | Sporting-Tavira STA |
| ------------------------------- | ---------------------------- | ------------------- |
| Num                             | Coureur                      | Pos                 |
| 71                              | Tiago Machado (POR) -        | -                   |
| 72                              | Frederico Figueiredo (POR) - | -                   |
| 73                              | Alejandro Marque (ESP) -     | -                   |
| 74                              | Alexander Grigoriev (RUS) -  | -                   |
| 75                              | Álvaro Trueba (ESP) -        | -                   |
| 76                              | José Mendes (POR) Route      | -                   |
| 77                              | David Livramento (POR) -     | -                   |
| Directeur sportif : Vidal Fitas |                              |                     |

| Swiss Racing Academy SRA              | Swiss Racing Academy SRA     | Swiss Racing Academy SRA |
| ------------------------------------- | ---------------------------- | ------------------------ |
| Num                                   | Coureur                      | Pos                      |
| 81                                    | Matthias Reutimann (SUI) -   | -                        |
| 82                                    | Lukas Rüegg* (SUI) Route U23 | -                        |
| 83                                    | Gian Friesecke (SUI) -       | -                        |
| 84                                    | Cyrille Thièry (SUI) -       | -                        |
| 85                                    | Timon Rüegg* (SUI) -         | -                        |
| 86                                    | Fabian Paumann (SUI) -       | -                        |
| 87                                    | Raphael Krähemann* (SUI) -   | -                        |
| Directeur sportif : Marcello Albasini |                              |                          |

| Efapel EFP                        | Efapel EFP                   | Efapel EFP |
| --------------------------------- | ---------------------------- | ---------- |
| Num                               | Coureur                      | Pos        |
| 91                                | Joni Brandão (POR) -         | -          |
| 92                                | Sérgio Paulinho (POR) -      | -          |
| 93                                | Henrique Casimiro (POR) -    | -          |
| 94                                | Rafael Silva (POR) -         | -          |
| 95                                | Bruno Silva (POR) -          | -          |
| 96                                | Fabricio Ferrari (URU) -     | -          |
| 97                                | Nikolay Mihaylov (BUL) Route | -          |
| Directeur sportif : Américo Silva |                              |            |

| Ludofoods Louletano Aviludo ALU   | Ludofoods Louletano Aviludo ALU  | Ludofoods Louletano Aviludo ALU |
| --------------------------------- | -------------------------------- | ------------------------------- |
| Num                               | Coureur                          | Pos                             |
| 101                               | Vicente García de Mateos (ESP) - | -                               |
| 102                               | David de la Fuente (ESP) -       | -                               |
| 103                               | Luís Fernandes (POR) -           | -                               |
| 104                               | Óscar Hernández (ESP) -          | -                               |
| 105                               | Nuno Meireles (POR) -            | -                               |
| 106                               | Márcio Barbosa (POR) -           | -                               |
| 107                               | André Evangelista* (POR) -       | -                               |
| Directeur sportif : Jorge Piedade |                                  |                                 |

| ProTouch PRO                     | ProTouch PRO                | ProTouch PRO |
| -------------------------------- | --------------------------- | ------------ |
| Num                              | Coureur                     | Pos          |
| 111                              | Kent Main* (ADS) -          | -            |
| 112                              | Jayde Julius (ADS) -        | -            |
| 113                              | Eddie van Heerden* (ADS) -  | AB-1         |
| 114                              | Calvin Beneke (ADS) -       | AB-6         |
| 115                              | Clint Hendricks (ADS) -     | -            |
| 116                              | James Fourie (ADS) -        | -            |
| 117                              | Mornay van Heerden* (ADS) - | AB-3         |
| Directeur sportif : Tony Harding |                             |              |

| RP-Boavista BOA                  | RP-Boavista BOA         | RP-Boavista BOA |
| -------------------------------- | ----------------------- | --------------- |
| Num                              | Coureur                 | Pos             |
| 121                              | João Benta (POR) -      | -               |
| 122                              | David Rodrigues (POR) - | -               |
| 123                              | Luís Gomes (POR) -      | -               |
| 124                              | Hugo Nunes* (POR) -     | -               |
| 125                              | Daniel Silva (POR) -    | -               |
| 126                              | Luís Mendonça (POR) -   | -               |
| 127                              | Pablo Guerrero (ESP) -  | -               |
| Directeur sportif : Luis Machado |                         |                 |

| Euskadi EUK                      | Euskadi EUK             | Euskadi EUK |
| -------------------------------- | ----------------------- | ----------- |
| Num                              | Coureur                 | Pos         |
| 131                              | Txomin Juaristi (ESP) - | -           |
| 132                              | Ibai Azurmendi* (ESP) - | -           |
| 133                              | Antonio Soto (ESP) -    | -           |
| 134                              | Unai Cuadrado* (ESP) -  | -           |
| 135                              | Diego López* (ESP) -    | -           |
| 136                              | Gotzon Martín* (ESP) -  | -           |
| 137                              | Peio Goikoetxea (ESP) - | -           |
| Directeur sportif : Jorge Azanza |                         |             |

| Vito-Feirense-PNB CDF               | Vito-Feirense-PNB CDF  | Vito-Feirense-PNB CDF |
| ----------------------------------- | ---------------------- | --------------------- |
| Num                                 | Coureur                | Pos                   |
| 141                                 | João Matias (POR) -    | -                     |
| 142                                 | Björn Thurau (ALL)     | -                     |
| 143                                 | Jesús del Pino (ESP) - | -                     |
| 144                                 | Óscar Pelegrí (ESP -   | -                     |
| 145                                 | João Barbosa* (POR) -  | -                     |
| 146                                 | Raúl Rico (ESP) -      | -                     |
| 147                                 | Filipe Cardoso (POR) - | -                     |
| Directeur sportif : Joaquim Andrade |                        |                       |

| UD Oliveirense-Inoutbuild UIO         | UD Oliveirense-Inoutbuild UIO | UD Oliveirense-Inoutbuild UIO |
| ------------------------------------- | ----------------------------- | ----------------------------- |
| Num                                   | Coureur                       | Pos                           |
| 151                                   | Josu Zabala (ESP) -           | -                             |
| 152                                   | Venceslau Fernandes* (POR) -  | -                             |
| 153                                   | Rafael Lourenço* (POR) -      | -                             |
| 154                                   | Pedro Miguel Lopes* (POR) -   | AB-5                          |
| 155                                   | Pedro José Lopes* (POR) -     | -                             |
| 156                                   | Fábio Costa* (POR) -          | AB-6                          |
| 157                                   | Juan Felipe Osorio (COL) -    | -                             |
| Directeur sportif : Manuel Sà Correia |                               |                               |

| BAI Sicasal Petro de Luanda BSP      | BAI Sicasal Petro de Luanda BSP | BAI Sicasal Petro de Luanda BSP |
| ------------------------------------ | ------------------------------- | ------------------------------- |
| Num                                  | Coureur                         | Pos                             |
| 161                                  | Dário António (ANG) Clm         | -                               |
| 162                                  | Bruno Araújo* (ANG) -           | AB-6                            |
| 163                                  | Guillaume Almeida (POR) -       | AB-4                            |
| 164                                  | Micael Isidoro (POR) -          | -                               |
| 165                                  | Gabriel Cole* (ANG) -           | -                               |
| 166                                  | José Tuto Cruz (ANG) -          | AB-6                            |
| 167                                  | Diogo Sardinha* (POR) -         | -                               |
| Directeur sportif : Carlos de Araújo |                                 |                                 |

| LA Alumínios-LA Sport LAA         | LA Alumínios-LA Sport LAA | LA Alumínios-LA Sport LAA |
| --------------------------------- | ------------------------- | ------------------------- |
| Num                               | Coureur                   | Pos                       |
| 171                               | António Barbio (POR)      | -                         |
| 172                               | Gonçalo Leaça* (POR) -    | -                         |
| 173                               | Emanuel Duarte* (POR) -   | -                         |
| 174                               | David Ribeiro (POR) -     | -                         |
| 175                               | Fabio Oliveira (POR) -    | -                         |
| 176                               | André Ramalho* (POR) -    | -                         |
| 177                               | Marvin Scheulen* (POR) -  | -                         |
| Directeur sportif : Hernâni Brôco |                           |                           |

| Miranda-Mortágua MIR             | Miranda-Mortágua MIR     | Miranda-Mortágua MIR |
| -------------------------------- | ------------------------ | -------------------- |
| Num                              | Coureur                  | Pos                  |
| 181                              | Daniel Freitas (POR) -   | -                    |
| 182                              | Hugo Sancho (POR)        | -                    |
| 183                              | Gaspar Gonçalves (POR) - | -                    |
| 184                              | Sergio Vega (ESP) -      | -                    |
| 185                              | Jesús Nanclares (ESP) -  | -                    |
| 186                              | Leangel Linarez* (VEN) - | -                    |
| 187                              | Cristian Mota* (ESP) -   | -                    |
| Directeur sportif : Valter Sousa |                          |                      |

### Coureurs par nationalités
| #     | Nationalité    | Au départ | À l'arrivée | Victoire d'étape | Nbre de jours maillot jaune |
| ----- | -------------- | --------- | ----------- | ---------------- | --------------------------- |
| 01    | Portugal       | 47        | -           |                  |                             |
| 02    | Espagne        | 33        | -           |                  |                             |
| 03    | Colombie       | 7         | -           |                  |                             |
| 0-    | Suisse         | 7         | -           |                  |                             |
| 0-    | Afrique du Sud | 7         | -           |                  |                             |
| 06    | Italie         | 6         | -           |                  |                             |
| 07    | France         | 5         | -           |                  |                             |
| 08    | Angola         | 4         | -           |                  |                             |
| 09    | Australie      | 2         | -           |                  |                             |
| 0-    | Canada         | 2         | -           |                  |                             |
| 0-    | Allemagne      | 2         | -           |                  |                             |
| 012   | Suède          | 1         | -           |                  |                             |
| 0-    | Israël         | 1         | -           |                  |                             |
| 0-    | Norvège        | 1         | -           |                  |                             |
| 0-    | Pays-Bas       | 1         | -           |                  |                             |
| 0-    | Lettonie       | 1         | -           |                  |                             |
| 0-    | Russie         | 1         | -           |                  |                             |
| 0-    | Uruguay        | 1         | -           |                  |                             |
| 0-    | Bulgarie       | 1         | -           |                  |                             |
| 0-    | Venezuela      | 1         | -           |                  |                             |
| Total | Total          | 131       | -           | -                |                             |